# GLAAD
La  Alianza de Gays y Lesbianas contra la difamación o GLAAD (en inglés, Gay and Lesbian Alliance Against Defamation), es una organización sin ánimo de lucro dedicada al activismo LGBT que se autodefine como "dedicada a promover imágenes veraces y objetivas de la comunidad lésbica, gay, bisexual y transgénero (LGBT) en los medios de comunicación para eliminar la homofobia y la discriminación basada en la identidad de género y orientación sexual".
La GLAAD fue fundada en 1985 en Nueva York como reacción directa a la cobertura supuestamente inexacta, difamatoria y sensacionalista de la epidemia de sida del periódico New York Post. La influencia de la GLAAD pronto se extendió a Los Ángeles, donde los organizadores comenzaron a trabajar con la industria del entretenimiento para cambiar la manera en que los hombres y mujeres homosexuales eran representados en la pantalla. Desde entonces, la GLAAD ha expandido su trabajo para cimentar las relaciones con los medios de comunicación, líderes de la comunidad, periodistas y activistas, y enseñarlos, resultando en una representación un tanto más favorable de las vidas y problemas de lesbianas, gays, bisexuales y transexuales.
Uno de los programas más visibles de la GLAAD son los Premios GLAAD a los medios de comunicación, que rinden homenaje a los individuos y proyectos de los medios de comunicación generales e industrias del entretenimiento por sus representaciones favorables, justas, exactas e inclusivas de la comunidad LGBT y los problemas que le afectan. Este evento tiene lugar en Los Ángeles, Miami, Nueva York y San Francisco. Su presidente es actualmente Sarah Kate Ellis.